# Фрэнк, Фредерик Чарльз
Сэр Фредерик Чарльз Фрэнк (англ. Frederick Charles Frank; 6 марта 1911 — 5 апреля 1998) — британский физик-теоретик. Его работы были посвящены механическим свойствам полимеров, дислокациям кристаллов, росту кристаллов, теории жидких кристаллов.

## Карьера
Изучал химию в Оксфордском университете, получил докторскую степень. Работал под руководством Петера Дебая в Берлине в 1936—1938 годах. После Второй мировой войны работал в Бристольском университете.

## Награды и отличия
- 1946 — Офицер Ордена Британской империи
- 1963 — Премия Хольвека
- 1967 — A. A. Griffith Medal and Prize[англ.]
- 1973 — Бейкеровская лекция
- 1979 — Королевская медаль
- 1982 — Медаль и премия Гутри
- 1994 — Медаль Копли

Член Лондонского королевского общества (1954), иностранный член Национальной академии наук США (1987), а также член ряда других обществ.